# 勝川町
勝川町（かちがわちょう）は、かつて愛知県西北部にあった町である。
東春日井郡に属し、その所在地は、現在の春日井市西部にあたる。1943年（昭和18年）6月1日に、鷹来村・鳥居松村・篠木村と合併し、春日井市を発足したことにより、廃止された。

## 沿革
- 1878年（明治11年） - 勝川村と長塚新田が合併し、勝川村となる。
- 1889年（明治22年）10月1日 - 町村制により、勝川村が発足。
- 1893年（明治26年）7月16日 - 町制施行。勝川町となる。
- 1900年（明治33年）7月25日 - 国鉄中央本線 名古屋〜多治見間開通と同時に勝川駅開業。
- 1906年（明治39年）7月16日 - 味美村、春日井村、柏井村を編入する。
- 1931年（昭和6年）2月11日 - 名岐鉄道城北線（現名鉄小牧線、勝川線）開業。町内に、味美、春日井の両駅と新勝川駅、勝川口駅が開業。
- 1936年（昭和11年）4月8日 味鋺 - 新勝川間を休止。
- 1937年（昭和12年）2月1日 味鋺 - 新勝川間を廃止。
- 1943年（昭和18年）6月1日 - 鷹来村・鳥居松村・篠木村と合併し、春日井市発足、廃止。

## 教育
- 勝川国民学校　（現・春日井市立勝川小学校）
- 春日井国民学校　（現・春日井市立春日井小学校）

## 交通機関
- 省線中央本線：勝川駅
- 名鉄小牧線：味美駅、春日井駅
- 名鉄勝川線：新勝川駅、勝川口駅

## 名所など
- 味美二子山古墳
- 地蔵寺
- 白山神社